# All Mod Cons
All Mod Cons — третій студійний альбом англійської групи The Jam, який був випущений 3 листопада 1978 року.

## Композиції
1. All Mod Cons — 1:20
2. To Be Someone (Didn't We Have a Nice Time) — 2:32
3. Mr. Clean — 3:29
4. David Watts — 2:56
5. English Rose — 2:51
6. In the Crowd — 5:40
7. Billy Hunt — 3:01
8. It's Too Bad — 2:39
9. Fly — 3:22
10. The Place I Love — 2:54
11. 'A' Bomb in Wardour Street — 2:37
12. Down in the Tube Station at Midnight — 4:43

## Учасники запису
- Пол Веллер — вокал, гітара, клавішні
- Брюс Фокстон — бас
- Рік Баклер — ударні